# Michał Stanisław Naramowski
Michał Stanisław Naramowski herbu Łodzia – sędzia ziemski oszmiański w latach 1724–1744, podsędek oszmiański w latach 1713–1724, chorąży wendeński w 1701 roku.
Był posłem oszmiańskim na sejm 1718 roku i sejm 1732 roku.